# Eugen Friedel
Eugen Friedel (* 20. Februar 1866 in Geislingen an der Steige; † 17. Juli 1922 in Stuttgart) war ein württembergischer Verwaltungsjurist.

## Leben
Friedel war der Sohn eines Lederhändlers und studierte Regiminalwissenschaften in Tübingen und Berlin. Er war Mitglied der Verbindung Normannia Tübingen. Er legte 1888 die erste und 1890 die zweite höhere Verwaltungsdienstprüfung ab.
Er war von 1890 bis 1892 stellvertretender Amtmann in Stuttgart. Danach war er von 1892 bis 1895 Amtmann beim Oberamt Biberach. Anschließend war er beim württembergischen Innenministerium von 1895 bis 1897 als Hilfsarbeiter und von 1897 bis 1900 als Regierungsassessor und Ministerialsekretär.
Von 1900 bis 1904 war er Oberamtmann beim Oberamt Öhringen. Danach war beim württembergischen Innenministerium, zunächst von 1904 bis 1907 als Regierungsrat und Berichterstatter im Geschäftsbereich Gesundheitswesen, von 1907 bis 1917 als vortragender Rat und 1917 als Regierungsdirektor.
Von 1918 bis 1920 war er Regierungspräsident des Jagstkreises in Ellwangen und von 1920 bis 1922 Präsident der Landesversicherungsanstalt.
Er war evangelischer Konfession.

## Auszeichnungen
- Kommentur des Ordens der Württembergischen Krone
- Ritterkreuz des Friedrichs-Ordens